# Leesmuseum (Amsterdam)
Het leesmuseum in Amsterdam was een leesgezelschap en herensociëteit die van 17 november 1800 tot 1 april 1930 heeft bestaan.
In de tweede helft van de 18e eeuw werden de eerste leenbibliotheken en leesgezelschappen opgericht. Rond 1800 waren er al rond honderd verspreid over het hele land. Ditzelfde gebeurde ook in de Angelsaksische landen en de Verenigde Staten. Mogelijk werd er meer gelezen in protestantse kringen. Ook in Nederland waren er meer leesgezelschappen in de protestantse gebieden. Zo'n gezelschap kocht samen boeken en meestal werden er bijeenkomsten georganiseerd om de boeken te bespreken.
Toen het Leesmuseum in Amsterdam door A.R. Falck en enkele anderen werd opgericht was haar doelstelling: "de lezing van buitenlandsche zowel als van Nederduitsche journalen voor een groot getal van menschen gemakkelijk te maken". Het gezelschap was een succes en in 1805 waren er al 210 leden. Hun eerste locatie was een leeszaal boven sociëteit Polen aan het Rokin. Het begon als openbare bibliotheek. In 1865 werd het Leesmuseum vergroot door een fusie met het Amsterdams Leeskabinet.
Het Leesmuseum in Amsterdam - was als de meeste leesgezelschappen alleen toegankelijk voor mannen. Toen Aletta Jacobs rond 1880 lid wilde worden van het Leesmuseum - zoals zij ook in Groningen lid was geweest van een leesmuseum - veroorzaakte dat aanzienlijke consternatie. Jacobs schreef in haar Herinneringen: "Men deelde mij mede, dat het nog nooit bij een vrouw was opgekomen het lidmaatschap te ambieeren. Men trachtte mij van mijn voornemen af te brengen, door de veronderstelling te opperen dat ik, een vrouw, groote kans liep gedeballoteerd te worden. Mocht dat tegen veler verwachting in niet geschieden, dan, zoo zeide men verder, zouden ongetwijfeld heel wat mannen bedanken, om huiselijke onaangenaamheden te voorkomen. Ik verklaarde het verband tusschen deze beide feiten niet te begrijpen, waarop men mij uitlegde, dat de echtgenooten aan het lidmaatschap van het Leesmuseum een heel andere beteekenis zouden hechten, als zij wisten dat de mannen er kansliepen een vrouw of vrouwen te ontmoeten"

## Rokin 102

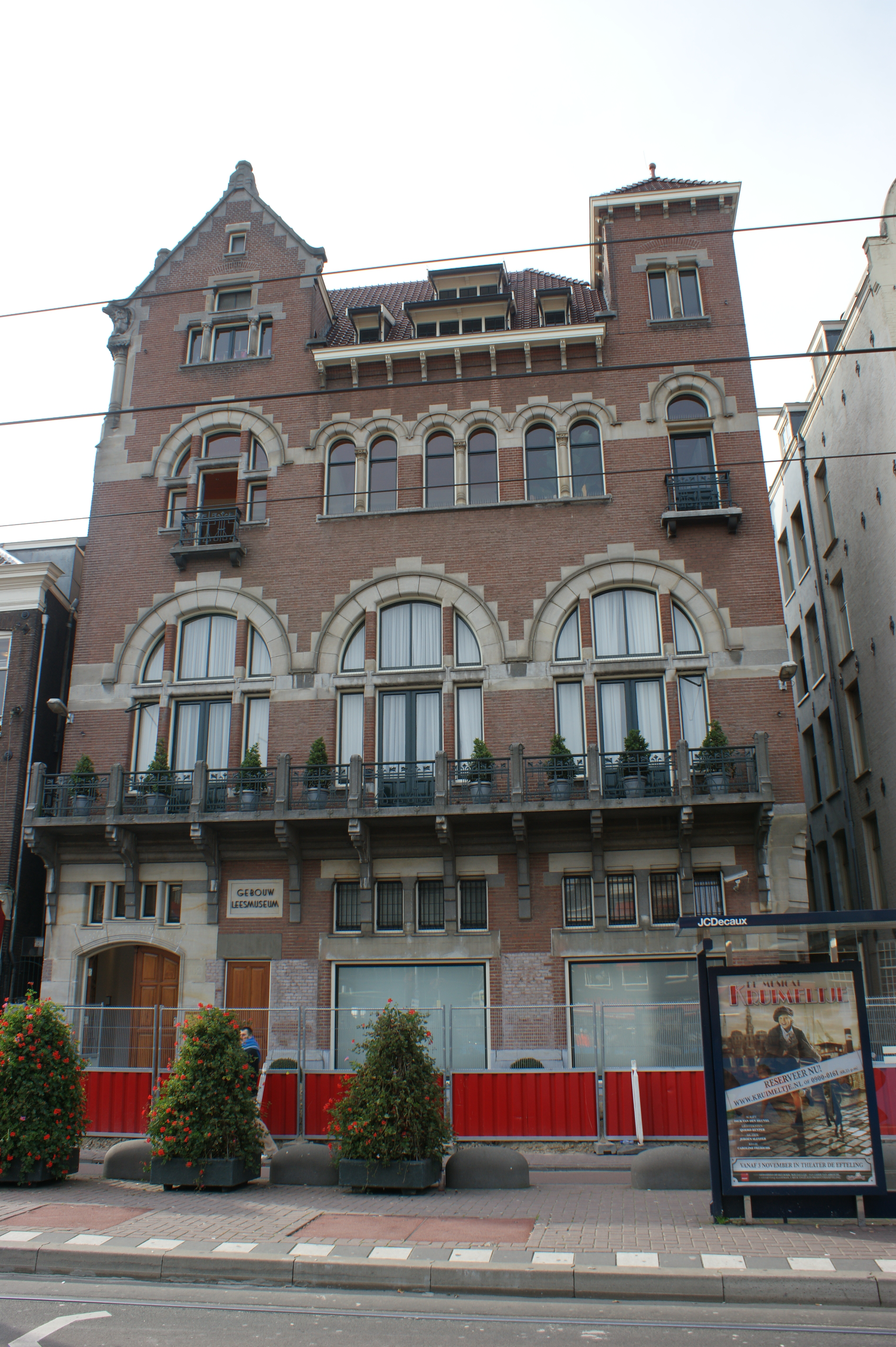
Rokin 102

In 1903 werd, na sloop van een in 1820 op dezelfde plaats door Johannes van Straaten gebouwde voorganger, het huidige "Gebouw Leesmuseum" op het nog ongedempte Rokin gebouwd door architect C.B. Posthumus Meyjes; het staat er nog en de naam staat nog op de gevel. Op 1 april 1930 werd het leesmuseum gesloten. S.J. Mak van Waay nam het gebouw op het Rokin over. Met zijn vader richtte hij de Maatschappij voor kunst- en antiekveilingen op en er kwam een veilinghuis. In 1974 werden alle aandelen van Mak van Waay overgenomen door Sotheby's. In 1998 maakte Sotheby's bekend dat hun huurcontract afliep en dat zij besloten hadden te zullen verhuizen naar De Boelelaan in Buitenveldert.
Veel van het oude interieur bleef bewaard in het ontwerp van Maarten Jamin, zoals de koperen Berlagiaanse kronen, maar de tegels van de Amsterdamse Plateelfabriek De Distel in de hal en bij de haard werden verwijderd en geschonken aan het tegelmuseum in Otterlo.
Andere tegeltableaus zijn in het pand geconserveerd.
Ten tijde van het veilinghuis hadden veel kamers een eigen naam. In de kelder was De Stiep, waar Bas Schipper het zilver en koper poetste. Op de begane grond was De Winkel met een eigen ingang vanaf de straat, want hier was vroeger een sigarenwinkel gevestigd. Op de eerste verdieping was de Grote Zaal, de voormalige leeszaal, waar de veilingen werden gehouden. Op de tweede verdieping was De Laaf, waar de restaurateur zijn werkzaamheden verrichtte. Op de bovenste verdieping was Sabbé, waar vroeger een kleermaker werkte.

## Andere leesmusea en -kabinetten.
- In Amsterdam bevond zich ook het Leesmuseum voor Vrouwen
- In Rotterdam werd in 1859 een leesmuseum opgericht, genaamd 'Het Rotterdamsch Leeskabinet'. Deze bibliotheek bestaat nog steeds als onderdeel van de Universiteitsbibliotheek.
- Sinds 1894 bestaat er in Den Haag het Damesleesmuseum, dat vanaf 1950 op het Nassauplein is gevestigd. Het is tot op heden functioneel en laat sinds 1970 ook heren toe.

1. ↑  Aletta Jacobs. Herinneringen, blz. 66, 67. Geraadpleegd op 12 december 2016.